# كاثرين براون (لاعبة كريكت)
كاثرين براون (24 يناير 1953 - ) (بالإنجليزية: Katherine Brown)‏ هي لاعبة كريكت بريطانية.

## وصلات خارجية
- كاثرين براون على موقع إي آس بي آن كريك إنفو (الإنجليزية)